# Buccinum taphrium
Buccinum taphrium är en snäckart. Buccinum taphrium ingår i släktet Buccinum och familjen valthornssnäckor. Inga underarter finns listade i Catalogue of Life.